# 名偵探嗶莫
〈名偵探嗶莫〉（英語：BMO Noire）是《探險活寶》第四季的第17集。在卡通頻道2012年7月30日播出。在這一集裡是模仿犯罪片黑白片的風格，當中嗶莫追捕偷走阿寶的一隻襪子之嫌犯。